# Фонд Момо Капор
Фонд Момо Капор је невладина непрофитна организација основана 14. јуна 2010. у Београду, уз одобрење Министарства културе Србије, од стране ћерки Ана и Јелена Капор, са намером да сачувају очеву заоставштину и негују сећање не ликовно и књижевно дело свог оца.

## Живот и дело Моме Капора
Момчило Момо Капор (1937 — 2010) био је српски сликар, књижевник и новинар, који је још за живота постану легенде, и најбољи писац међу сликарима и најбољи сликар међу писцима. За собом је оставио велики број насликаних слика и нацртаних цртежа, преко 40 написаних романа, кратких прича и аутобиографских књига и есеја. Дела су му превођена су на француски, руски, немачки, пољски, чешки, бугарски, мађарски, словеначки и шведски језик.
Дипломирао је сликарство на београдској Академији ликовних уметности, али је био мултимедијални уметник и писац. Сликарску сцену Југославије и Србије освојио је својим најпознатијим ликовним делима, а књижевну књигама и есејима међу којима је свакако значајна култна књига „Белешке једне Ане“ (1978), којом је Момо Капор стекао велику популарност и симпатије код публике.
Поред великог броја наслова, романа и збирки прича, Капор је творац и великог броја документарних филмова и телевизијских емисија. По његовим сценаријима снимљено је неколико дугометражних филмова од којих су најпознатији: „Бадеми с ону страну смрти“, „Банкет“, „Валтер брани Сарајево“, „Џоли џокеј“ и „Крај викенда“.
Поред великог књижевног успеха, Капорови романи „Уна“ (1981) и „Књига жалби“ (1984) доживели су и своју екранизацију. Последња пишчева књига „Како постати писац“ објављена је 2010. године у издању Српске књижевне задруге.
Момо Капор је био члан Сената Републике Српске, као и члан Академије наука и умјетности Републике Српске. Последњих година живота био је редовни колумниста франкфуртских Вести. Сахрањен је у Алеји великана у Београду.

## Оснивачи фонда
Само три месаца од смрти свога оца Фонд су основале његове ћерке: Јелена (1968) професор музике у Београду, која је дипломирала на клавирском одсеку државног конзерваторијума у Софији и Ана (1964), која је наследивши очеву љубав према сликарству, и дипломирала сликарство на Академији лепих уметности у Риму, где и живи са супругом и сином Луком.

## Циљеви фонда
Ћерке Моме капора Ане и Јелене Капор фонд су основане са циљем да он својом делатношћу:
- Обезбеди архивску грађу целокупног књижевног и ликовног опуса Моме Капора.
- Буде покровитељ пројеката везаних за стваралаштво Моме Капора, чији садржаји доприносе очувању његовог уметничког наслеђа.
- Пружање подршке младим уметницима из области ликовног и књижевног стваралаштва.[5]

## Активности
У организацији Учитељског Факултета из Београда и уз подршку Фонда Момо Капор одржан је први научни скуп у Београду посвећен делу Моме Капора, на тему „Књижевно дело Моме Капора у контексту српске (омладинске) књижевности“. Први део скупа одржан је у Београду 20. маја 2011. а други део 24. маја у Резиденцији Амбасаде Републике Србије у Риму.
Зборник радова са овог скупа, под насловом Приповедач урбане меланхолије, Књижевно дело Моме Капора издат је маја 2012. као трећа књига едиције „Поетика српске књижевности за децу и младе“. У оквиру зборника објављени су радови Александра Јовановића, Ивана Негришорца, Марка Недића, Драгана Хамовића, Валентине Хамовић, Зоране Опачић, Слађане Јаћимовић, Јована Љуштановића, Милана Алексића, Милице Радовић Тешић, Александра Милановића, Петра Пијановића, Љиљане Ж. Пешикан Љуштановић, Миливоја Млађеновића, Слободана Владушића, Персиде Лазаревић ди Ђакомо, Светлане Шеатовић Димитријевић, Александре Угреновић, Зорице Турјачанин, Светозара Кољевића, Владимира Кецмановића. Биографију приредила Валерија Јанићијевић, а библиографију Здравка Радуловић.
Књига је представљена 29. маја 2012. у малој сали Задужбине Илије М. Коларца. Том приликом о делу Моме Капора говорили су председник Матице српске др Иван Негришорац, др Александар Јовановић, др Петар Пијановић и Ана Капор, у име Фонда Момо Капор.
Ана и Јелена Капор приредиле су књигу Породични албум, која је у едицији „Посебна издања“ издавачке куће Албатрос Плус изашла из штампе септембра 2013.